# كأس السوبر الكويتي 2019
كأس السوبر الكويتي 2019 هي مُبارة بين بطل الدوري وبطل كأس الأمير نادي الكويت وبطل كأس ولي العهد نادي القادسية. حيث فاز نادي القادسية بنتيجة 1–0.